# Typ 1 Ho-Ni I
Der Typ 1 Ho-Ni I (jap. 一式砲戦車 ホニ I, Isshiki hōsensha Ho-Ni I) war ein japanischer Jagdpanzer, der von 1941 (Kōki 2601, daher die Typbezeichnung) bis 1945 vom Kaiserlich Japanischen Heer eingesetzt wurde. Das Nachfolgemodell hieß Typ 1 Ho-Ni II und war mit einer stärkeren Hauptbewaffnung versehen.

## Geschichte
Japans Entscheidung 1942, Panzerdivisionen aufzustellen, erforderte gleichzeitig, die der Panzerdivision unterstellten Artillerie-Verbände zu motorisieren. Dazu wurde auf das bewährte Fahrgestell des Typ 97 Chi-Ha zurückgegriffen. Als Hauptbewaffnung für die zukünftige Panzerartillerie wurde das 75-mm-Feldgeschütz Typ 90 verwendet, das in einem sogenannten Kasemattaufbau auf ein modifiziertes Typ-97-Fahrgestell montiert wurde. Im Juni 1941 wurden die ersten Exemplare namens Typ 1 Ho-Ni I an das Heer geliefert. 1942 wurden weitere Ho-Ni I geliefert doch schon im November 1943 wurde die Produktion zugunsten des Typ 1 Ho-Ni II eingestellt, der eine Typ 91 105-mm-Haubitze erhalten sollte. Nur 26 Exemplare des Typ 1 Ho-Ni I wurden hergestellt. Von der kampfwertgesteigerten Version Typ 1 Ho-Ni II wurden 112 Einheiten produziert.

## Einsätze

### Imphal
Im März 1944 gingen die Japaner in Burma zur Offensive über. Ziel der Operation war, Richtung Indien auf Imphal vorzustoßen, um der erwarteten alliierten Offensive zuvorzukommen. Anfangs stießen die 15., 31. und 33. Infanteriedivision schnell vor und belagerten Imphal. Die Offensive wurde von dem 14. Panzer-Regiment (66 Panzer) unter Oberst Ueda Nobuo unterstützt, das unter anderem auch über einige Typ 1 Ho-Ni I verfügte. Ab Mitte Juni 1944 brach der Angriff der Japaner zusammen und alle Panzer gingen verloren.

### Luzon
Ab Januar 1945 begann die Rückeroberung der Insel Luzon durch die Alliierten. Unter den ca. 260.000 japanischen Verteidigern war auch die 2. Panzer-Division, die eine Gesamtstärke von 200 Panzern, darunter vier Typ 1 Ho-Ni I, hatte. Alle Fahrzeuge gingen bei den verlustreichen Kämpfen verloren, bei denen 205.000 Japaner den Tod fanden.

## Technik
Als Fahrgestell diente dem Typ 1 Ho-Ni I ein modifizierter Typ 97 Chi-Ha. Anstatt eines drehbaren Turmes wurde ein sogenannter Kasemattaufbau angebracht, der die fünfköpfige Besatzung nach vorne hin schützte, nach hinten jedoch offen war. Durch den offenen Aufbau konnte die Geschützbedienung leichter die Kanone bedienen und schneller Munition aufnehmen. Nach vorne diente eine dreiseitige Panzerplatte mit bis zu einer Stärke von 50 Millimetern als Schutz. Als Bewaffnung diente ein 75-mm-Feldgeschütz Typ 90, dessen Mündung über die Wanne des Panzers ragte. Auf eine Bewaffnung zur Nahverteidigung wie ein Maschinengewehr wurde verzichtet, da so mehr Munition mitgeführt werden konnte. Der Ho-Ni I konnte bis zu 54 Granaten mitführen. Das Geschütz konnte 10° in der Horizontalen und von −5° bis +25° in der Vertikalen geschwenkt werden. Maximale Reichweite des Geschützes waren 12 km.

## Erhaltene Exemplare
- Das einzige bekannte noch erhaltene Exemplar eines Typ 1 Ho-Ni I steht im Aberdeen Proving Ground, Maryland, USA. Der Panzer wurde während der Kämpfe auf Luzon erbeutet.